# Сказки Дональда Биссета (серия мультфильмов)
«Сказки Дональда Биссета» — цикл кукольных мультфильмов, созданных поставленный режиссёром Юрием Трофимовым в 1983—1987 годах. на Творческом объединении «Экран» по мотивам сказок Дональда Биссета. 

## Сюжет
В конце 1980-х годов творческое объединение «Экран» выпустило целый цикл кукольных мультфильмов «Сказки Дональда Биссета».Сказки для детей, написанные им, очень поучительные и добрые. Посмотрите их и послушайте, как замечательно прочитали эти сказки народные артисты СССР Алексей Баталов и Ролан Быков.

### Девочка + дракон (1983)
Дракоша был драконом и жил в мусорном ящике. Многие его боялись и не хотели с ним дружить, потому что он не умел поступать правильно и не знал, как этому научиться. Но однажды он встретил Девочку, которая его ничуть не испугалась и научила играть в веселые игры, и… зажигать фонари. Даже драконов дружба делает счастливыми!

### Малиновое варенье (1983)
Жил-был Вокзал. Ночью, как и все люди, он спал, а утром его будил Совенок. Потом появлялся машинист, просыпался паровозик, друзья завтракали, а после завтрака начинали работать. Однажды Вокзал простудился и заболел. Совенок и Паровозик пришли к нему на помощь, доставив малиновое варенье от Бабушки, которое очень помогает от простуды

### Забытый День рождения (1984)
Однажды ранним утром самым первым в городе проснулся Мэр – очень уважаемый и беспокойный человек. Он управлял городом, но сегодня был озабочен: его тревожил один вопрос. Вчера он помнил об одном очень добром деле, которое надо сделать сегодня, а теперь – забыл. Друзья Мэра города - Дракоша, Девочка и Совенок - пытаются помочь ему вспомнить об этом деле: поздравить с днем рождения Дракошу. И день рождения обернулся настоящим праздником!

### Крококот (1985)
Эта история о том, как умение читать книжки помогло выручить из беды друга. Итак, однажды Дракоша зажигал в городе фонари, и злой Зверолов поймал его и посадил в железную клетку. Девочка, Совенок и Кот решили освободить своего друга...

### Снегопад из холодильника (1986)
Однажды, когда Дракоша открыл холодильник, чтобы приготовить себе завтрак, прилетел Совенок и сказал, что на городскую площадь привезли мороженое. Дракоша забыл закрыть холодильник, отправившись за мороженым, и из него пошел снег, из которого он и его друзья вылепили себе нового друга - Снеговика. Когда Снеговик начал таять, они забросили его на Луну, где, по их мнению, всегда холодно...

### Урок музыки (1986)
Все началось с того, что Мышонок не мог расколоть орех. А тут еще Маэстро порхает по городам с концертами. Бабушка угощает друзей Дракоши музыкой своего детства. А вот как расколоть орех?.. Из-за этого все и пошло кувырком. У Бабушки сломался граммофон, а Дракоша, Девочка и Совенок убедили Кота учиться музыке у Маэстро, чтобы заменить Бабушке граммофон...

### Вреднюга (1987)
В городе – беда! Вреднюга пачкает всех красками. Если цвета радуги смешать, то получается серая грязь. Вот это открытие Вреднюга и поспешил пустить в дело. Но смелость одолела коварство. Дракоша, Девочка, Совенок и Кот перевоспитали Вреднюгу и научили его правильно пользоваться красками. Губит...

## Создатели
- Автор сценария — Вадим Курчевский
- Режиссёр — Юрий Трофимов
- Художники-постановщики — Борис Моисеев, Юрий Трофимов
- Оператор — Евгений Туревич, Лев Ревтов
- Композитор — Владимир Дашкевич
- Звукооператор — Виталий Азаровский
- Текст от автора читают — Алексей Баталов, Ролан Быков
- Художники-мультипликаторы: Татьяна Молодова, Людмила Африна, Борис Савин, Ольга Дегтярёва, Лера Рыбчевская, Алла Соловьёва, Павел Петров, Алла Гришко, А. Трифонов, Алексей Лярский, А. Луки, Е. Суэтина, Е. Терлеева
- Куклы изготовили: Александра Мулюкина, Нина Пантелеева, Владимир Шафранюк, Елена Покровская, Геннадий Богачёв, Юрий Одинцов, Маргарита Богатская, Галина Круглова, Анатолий Кузнецов, Надежда Лярская, Анатолий Гнединский, Борис Караваев, Любовь Доронина, Александр Дегтярёв, О. Усачёва
- Редактор — Татьяна Бородина, Александр Тимофеевский, Г. Чуприна
- Директор — Игорь Гелашвили, Раиса Боровикова, Елена Бобровская